# Massive Attack
Massive Attack — англійський трип-хоп колектив, створений у 1988 році в Бристолі, Робертом «3D» Дель Наджою, Ґрантом «Daddy G» Маршаллом, Адріаном «Трікі» Таузом та Ендрю «Mushroom» Воулзом. Наразі до складу гурту входять Дель Наджа та Маршалл.
У 1991 році вони випустили свій дебютний альбом Blue Lines, який увійшов до численних хіт-парадів і вважається першим альбомом у жанрі «трип-хоп». Сингл «Unfinished Sympathy» потрапив у хіт-паради Європи, зокрема посів перше місце в Dutch Top 40, а згодом був визнаний 63-ю найкращою піснею всіх часів за версією опитування NME. 1994 року вийшов їхній другий альбом Protection. Пізніше того ж року Тауз покинув гурт, щоб зайнятися сольною кар'єрою. У 1998 році вони випустили свій третій альбом Mezzanine, який вперше посів перше місце в UK Albums Chart. Mezzanine також містить сингл «Teardrop», що увійшов до топ-10, який отримав подальше визнання як початкова тема американського телесеріалу Доктор Хаус. 1999 року Воулз покинув гурт, а Дель Наджа і Маршалл продовжили виступи як дует. Вони випустили альбоми 100th Window (2003) та Heligoland (2010). І Blue Lines, і Mezzanine увійшли до списку 500 найкращих альбомів усіх часів за версією журналу Rolling Stone. Гурт співпрацював з кількома запрошеними вокалістами, серед яких Горас Енді, Шара Нельсон, Трейсі Торн, Елізабет Фрейзер, Шинейд О'Коннор, Деймон Алберн і Гоуп Сандовал.
Серед нагород Massive Attack — Brit Awards за найкращий британський танцювальний гурт, дві премії MTV Europe Music Awards та дві премії Q Awards. П'ять студійних альбомів гурту розійшлися по всьому світу накладом понад 13 мільйонів копій. Massive Attack також відомі своєю підтримкою кількох політичних, правозахисних та екологічних ініціатив.

## Історія

### The Wild Bunch і «Any Love» (1980-ті— 1990)
На початку 1980-х діджеї Daddy G і Mushroom та репери Tricky і 3D познайомилися як учасники вечіркової спільноти The Wild Bunch. Ця колективна саундсистема стала однією з перших створених у Великій Британії та домінувала на клубній сцені Бристоля в середині 1980-х.
У 1988 році було створено Massive Attack як відгалуження у складі квартету. Не маючи контракту, гурт (Mushroom, Daddy G, 3D і Tricky) випустив сингл «Any Love». Він був співпродюсований бристольським дуетом Smith & Mighty і включав вокал співака-пісняра з фальцетом Карлтона Маккарті. У 1990 році гурт зобов'язався випустити шість студійних альбомів та збірку «найкращого» для лейблу Circa Records. Цей лейбл став дочірнім підрозділом Virgin Records, який згодом поглинув EMI.

### Blue Linesі «Unfinished Sympathy» (1991—1993)

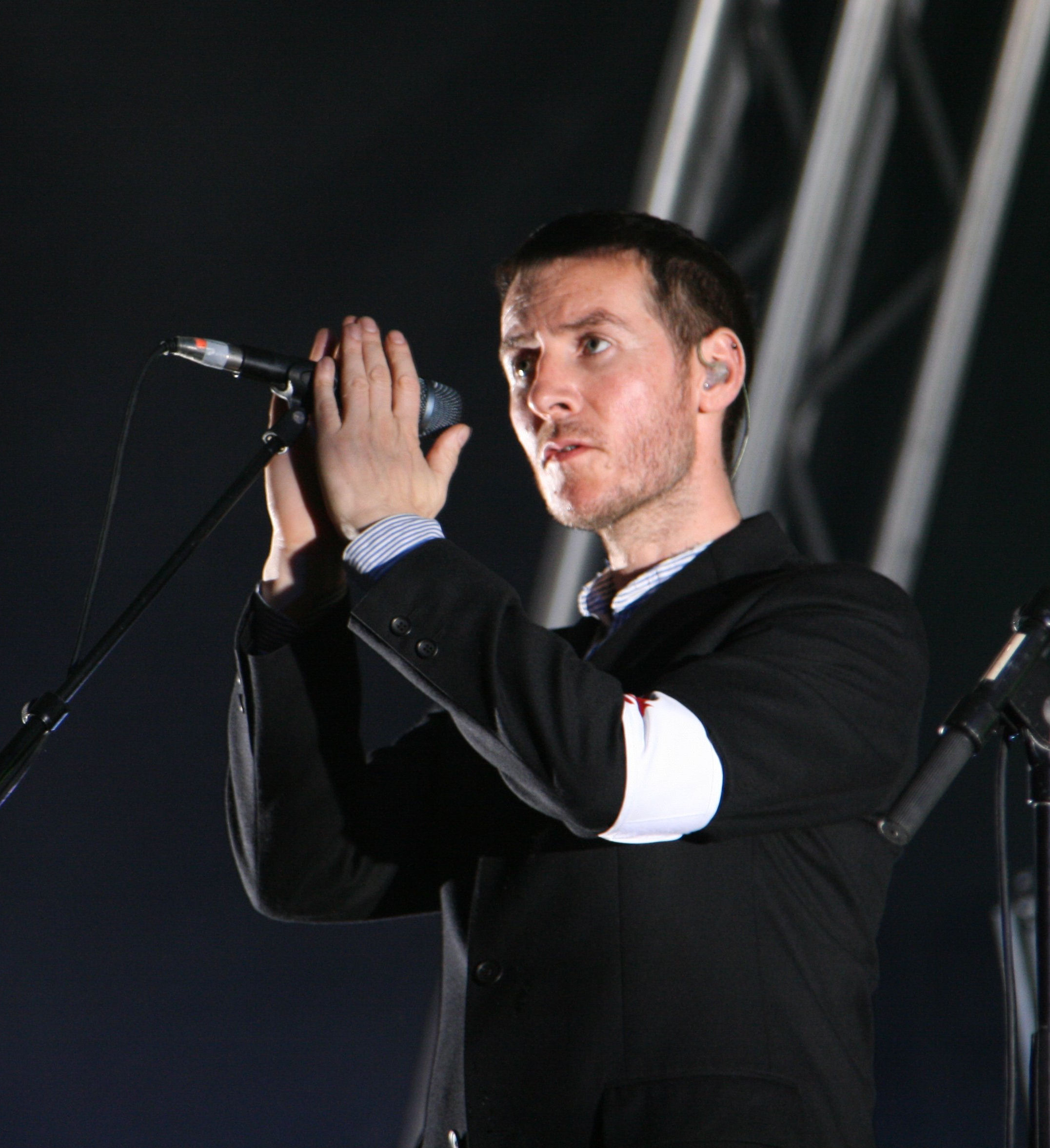
Роберт Дель Наджа, Барселона, 2007

У 1989 році 3D став співавтором треку «Manchild» Нене Черрі. Ця творча співпраця продовжилася, коли Черрі допомагала Massive Attack записати їхній перший альбом Blue Lines. Партнер Черрі, Кемерон Маквей, був виконавчим продюсером альбому і став першим менеджером гурту. Черрі та Маквей забезпечили фінансову підтримку через організацію Cherry Bear, а частина альбому була записана у їхньому будинку.
Гурт залучив запрошених вокалістів, які поєднувалися з їхнім власним стилем напіврозмовного вокалу (шпрехгезанг), створюючи творчий підхід до семплування, який вважався суто британським. Цей фірмовий звук об'єднував хіп-хоп, соул, реґі та інші еклектичні музичні й ліричні впливи. У записі альбому взяли участь вокалісти, серед яких Горас Енді та Шара Нельсон, колишні учасники Wild Bunch. MC Willie Wee, який також колись був частиною Wild Bunch, теж долучився. Нене Черрі виконала бек-вокал на екологічному гімні «Hymn of the Big Wheel». Співпродюсером альбому став також Джонні Доллар.
Blue Lines був випущений 8 квітня 1991 року на лейблі Virgin Records. Альбом згодом почав вважатися першим у жанрі «трип-хоп» і здобув схвальні відгуки критиків.
Того ж року гурт випустив сингл «Unfinished Sympathy» — трек зі струнними аранжуваннями, записаними на студії Abbey Road, партитуру до якого написав Віл Мелоун. За порадою Маквея, щоб уникнути суперечок, пов'язаних із війною в Перській затоці, гурт тимчасово скоротив назву до «Massive». Повернувшись до повної назви «Massive Attack», вони випустили свій наступний сингл «Safe from Harm».

### Protectionі Melankolic (1994—1997)
Для роботи над другим альбомом гурт запросив вокалісток Трейсі Торн із Everything but the Girl і Ніколетт. Альбом Protection був випущений 26 вересня 1994 року.
Без участі Маквея, Massive Attack залучили продюсерський талант — колишнього учасника Wild Bunch Неллі Гупера, який разом із Mushroom спродюсував частину треків. Інші композиції були співпродюсовані The Insects і 3D. У наступному році Mad Professor випустив даб-версію альбому під назвою No Protection. Protection отримав Brit Awards за найкращий танцювальний номер.
Серед інших співавторів альбому були Маріус де Вріс та шотландський класичний піаніст Крейг Армстронг.
У 1995 році Tricky вирішив завершити свою участь у гурті, щоб зосередитися на сольній кар'єрі. Напруга також виникла через те, як була вказана його участь у створенні Blue Lines. У цей період вийшли альбоми Maxinquaye Tricky та Dummy Portishead, а термін «трип-хоп» був введений у медіа як частина «бристольської сцени».
У тому ж році Massive Attack заснували власний лейбл Melankolic, який розповсюджувався через Virgin/EMI. На нього підписалися артисти, зокрема Крейг Армстронг, Горас Енді, Льюїс Паркер, Alpha, Sunna і Day One. Гурт дотримувався філософії невтручання, дозволяючи виконавцям створювати альбоми так, як вони хотіли.
Після розриву співпраці з Неллі Гупером та зайнятості The Insects, гурт познайомився з Нілом Девіджем, маловідомим продюсером, пов'язаним із денс-поп проєктом DNA. Їхньою першою спільною роботою став трек «The Hunter Gets Captured by the Game», кавер, виконаний Трейсі Торн для саундтреку до Бетмен назавжди. Спочатку Девідж був залучений як інженер, але швидко став продюсером.
Напередодні третього альбому гурт дедалі більше розпадався на окремі частини, і Девіджу доводилося співпродюсувати ідеї трьох учасників окремо. Повідомлялося, що Mushroom був незадоволений постпанковим напрямом, у який гурт усе більше рухав 3D, заповнюючи вакуум у продюсуванні.
У 1997 році гурт взяв участь у створенні саундтреку до фільму Шакал (фільм), записавши треки «Superpredators (Metal Postcard)», що містив семпл із «Mittageisen» Siouxsie and the Banshees, і «Dissolved Girl» з вокалом Сари Джей, який пізніше було реміксовано для наступного альбому. Ця пісня також прозвучала на початку фільму Матриця (1999), хоч і не увійшла до офіційного саундтреку.
Того ж року Massive Attack випустили сингл «Risingson» — перший реліз із їхнього третього альбому Mezzanine.

### Mezzanine, «Teardrop», відхід Воулза і відсутність Маршалла (1997—2001)
У 1997 році 3D став головним продюсером під час запису альбому Mezzanine, найуспішнішого комерційного релізу Massive Attack, що продався накладом майже чотири мільйони копій., У створенні альбому брали участь Ніл Девідж як звукорежисер і співпродюсер, а також Горас Енді та Елізабет Фрейзер як основні запрошені вокалісти. Під час запису Анджело Брускіні став постійним гітаристом гурту як у студійній роботі, так і на концертах.
Після «Risingson» головним синглом альбому стала пісня «Teardrop», виконана Фрейзер із Cocteau Twins. Відео до цієї пісні, зняте Волтером Стерном, демонструє аніматронічний співаючий плід. Горас Енді виконав вокальні партії у трьох треках, включаючи «Angel». Також до альбому увійшла реміксована версія треку «Dissolved Girl», створеного для фільму Шакал і виконаного Сарою Джей.
Mezzanine отримав нагороду Q Award як найкращий альбом і був номінований на Mercury Prize.
Гурт активно гастролював, але напруження між Mushroom та іншими учасниками досягло піку. Mushroom був незадоволений напрямом, у якому рухався гурт, і необхідністю брати участь у турах. У 1999 році він залишив Massive Attack.
У цей час 3D разом із Девіджем працювали над четвертим альбомом гурту у студії Ridge Farm разом із друзями та учасниками гурту Lupine Howl (до складу якого входили колишні учасники Spiritualized, зокрема Деймон Ріс, який пізніше став постійним сесійним барабанщиком Massive Attack і одним із двох концертних барабанщиків). Альбом ще більше занурився в рок-напрямок.
У 2001 році Massive Attack випустили Eleven Promos, DVD із 11 музичними відео, зокрема кліпом на пісню «Angel», бюджет якого перевищив £100,000.
Попри підтримку 3D після відходу Mushroom і участь у вебкасті як дует у 2000 році, Daddy G вирішив взяти особисту паузу в діяльності гурту у 2001 році.

### 100th Window, повернення Маршалла таCollected(2002—2006)

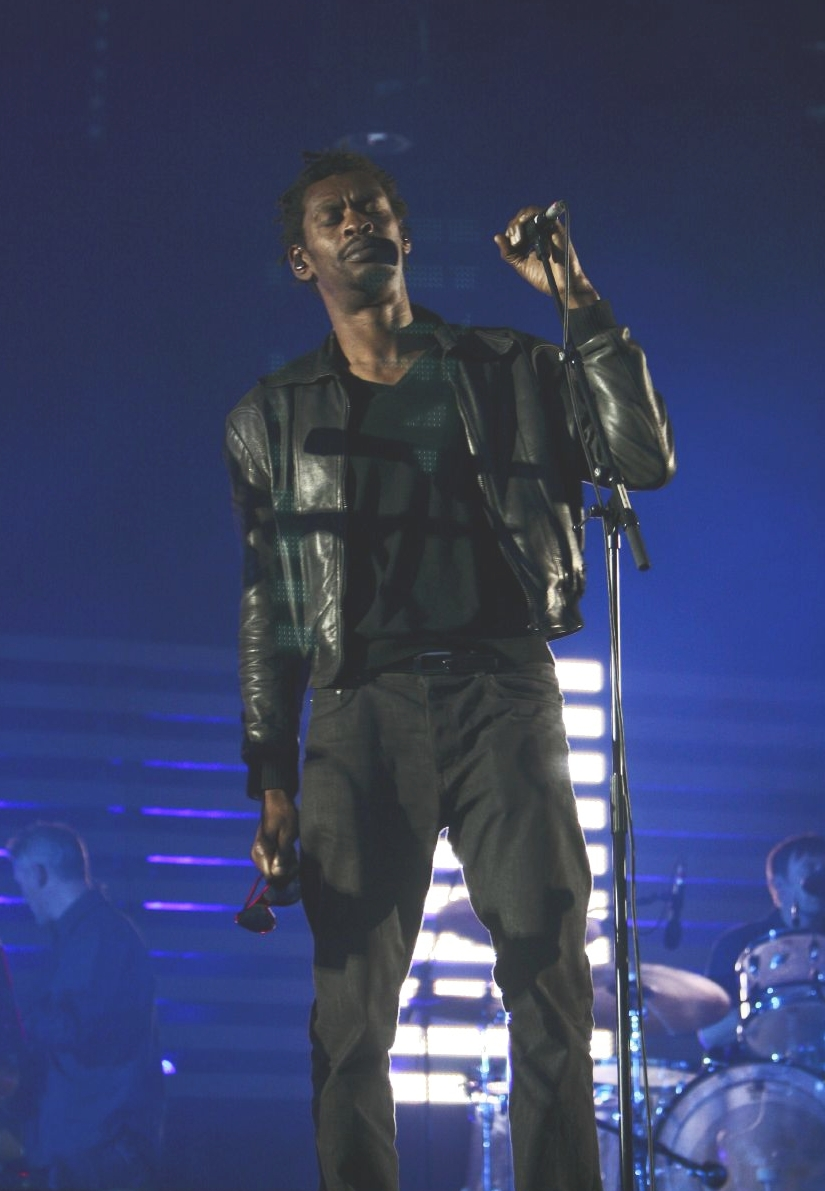
Ґрант Маршалл, Eurockéennes Festival, 2008

З тимчасовою відсутністю Daddy G у студії, Девідж і 3D самостійно керували створенням «LP4». Для запису вони залучили вокалістів Шинейд О'Коннор та Гораса Енді. Альбом був завершений у серпні 2002 року та випущений у лютому 2003-го.
100th Window став першим альбомом Massive Attack, який не містив семплів чи каверів. Він був менш тепло сприйнятий у Британії, ніж попередні роботи гурту, хоча міжнародна аудиторія відреагувала позитивніше. На платформі Metacritic альбом отримав оцінку 75 зі 100. Massive Attack також співпрацювали з Мос Деф над треком «I Against I», який увійшов до синглу «Special Cases» та саундтреку до фільму Блейд II. Цей трек став єдиною піснею з сесій 100th Window, до якої причетний Daddy G. Альбом продався накладом понад один мільйон копій і супроводжувався масштабним туром, включаючи аншлаговий концерт у Queen Square, Бристоль, який вважали поверненням на батьківщину.
У 2003 році 3D був заарештований за підозрою у зв'язках із дитячою порнографією, що стало широко відомим у медіа. Незабаром його виключили зі списку підозрюваних, хоча й висунули звинувачення у зберіганні екстазі, через що він тимчасово не міг отримати візу до США. Daddy G та фанати гурту висловили свою підтримку 3D. Арешт ускладнив початок туру на підтримку 100th Window.
У 2005 році 3D та Девідж погодилися на пропозицію режисера Луї Летер'є створити саундтрек до фільму Денні — пес із Джетом Лі у головній ролі. Кінцеву пісню «Aftersun» виконала Дот Еллісон, яка раніше співала під час туру гурту. Також 3D та Девідж створили саундтрек до фільму Bullet Boy, де 3D виконав фінальну композицію.
Того ж року Daddy G почав повертатися до студійної роботи, але значних результатів досягнуто не було. Він вирішив співпрацювати з продюсерським дуетом Robot Club в іншій студії, щоб мати більше свободи у розробці своїх треків. Тим часом 3D та Девідж записували матеріал із різними вокалістами, включаючи трек «Twilight» для альбому War Stories гурту Unkle. Наприкінці 2005 року Massive Attack вирішили випустити збірник Collected у 2006 році, який включав другий диск із раніше невиданими треками та демоверсіями.

### «Weather Underground» /Heligoland(2007—2011)
У 2007 році 3D і Девідж працювали над трьома саундтреками: In Prison My Whole Life (із треком «Calling Mumia» за участі американського репера Snoop Dogg), Битва у Сієтлі та Trouble the Water.
У лютому 2007-го Massive Attack провели благодійний захід на підтримку фонду Hoping Foundation, який допомагає палестинським дітям. У 2008 році стало відомо, що Massive Attack будуть кураторами британського фестивалю Southbank Meltdown, тижневої культурної події. Це спонукало гурт активізувати роботу, що тривала кілька років, над їхнім п'ятим студійним альбомом.
Наприкінці 2008 року 3D і Daddy G працювали у студії Деймон Алберн|Деймона Алберна]], створюючи новий матеріал. У цей же час Девідж написав музику до фільму П'ятий вимір, а 3D завершив саундтрек до 44 Inch Chest разом із The Insects та Анджело Бадаламенті.
У 2009 році 3D, Девідж і Daddy G об'єднали зусилля для завершення п'ятого альбому, використовуючи деякі напрацювання із сесій з Алберном. Було оголошено, що Massive Attack виступлять хедлайнерами фестивалю Bestival 2009, а також вирушать у тур по Великій Британії та Європі. У травні інструментальний трек 3D «Herculaneum», який звучав у фільмі Ґоморра, отримав італійську нагороду за найкращу пісню. Того ж місяця 3D і Daddy G отримали спеціальну нагорода Айвора Новелло за видатний внесок у британську музику.
29 травня 2009 року Джонні Доллар, продюсер альбому Blue Lines, помер від раку у віці 45 років. Він був автором мелодій, що стали основою для струнних аранжувань у «Unfinished Sympathy».
25 серпня 2009 року гурт анонсував вихід нового мініальбому Splitting the Atom, до якого увійшли треки «Pray For Rain» (вокал Тунде Адебімпе), «Psyche» (Мартіна Топлі-Берд) і «Bulletproof Love» (Гай Гарві).
П'ятий альбом Massive Attack, Heligoland, названий на честь архіпелагу в Німеччині, вийшов 12 листопада 2009 року. Робоча назва альбому була «Weather Underground». 3D описав його як більш органічний за звучанням. Відкриває альбом пісня «Pray For Rain», виконана Тунде Адебімпе із TV on the Radio. Гостьові вокалісти альбому також включали Деймона Алберна, Мартіну Топлі-Берд і Гоуп Сандовал із Mazzy Star. У жовтні 2010 року 3D заявив, що планує випускати «нетрадиційні» мініальбоми замість альбомів у 2011 році.

### МініальбомRitual Spiritі чергова співпраця з Tricky (2013—2019)
У 2013 році, в інтерв'ю, присвяченому його першій персональній виставці з 2008 року, 3D підтвердив, що Massive Attack працюють над новим матеріалом і що чутки про возз'єднання з Tricky є правдивими. Tricky востаннє співпрацював із гуртом у 1994 році на альбомі Protection.
"Ідея полягає в тому, щоб випустити альбом наступного року", — сказав 3D. "Ми справді добре ладнаємо зараз, бо не проводимо час у студії разом", — додав він із хитрою посмішкою. "Ми з Tricky написали кілька нових треків у Парижі минулого року, які ще не побачили світ, але це було весело. Вони мають увійти до наступного альбому".
5 лютого 2014 року Massive Attack були підтверджені хедлайнерами фестивалю Secret Solstice в Рейк'явіку, що відбувся в червні. 21 лютого 2015 року на офіційній сторінці Massive Attack у Facebook з'явилася інформація про співпрацю з Run the Jewels.
21 січня 2016 року був випущений iPhone-застосунок «Fantom», розроблений за участі 3D. Цей застосунок дозволяв слухачам реміксувати чотири нові треки в реальному часі, використовуючи такі параметри, як місцезнаходження, рух, пульс та камера телефону.
28 січня 2016 року Massive Attack випустили новий мініальбом Ritual Spirit, який включав треки, попередньо доступні через Fantom. Це була їх перша робота після співпраці з Burial у 2011 році (Four Walls / Paradise Circus), а також перший реліз із Tricky з 1994 року. У записі EP взяли участь Young Fathers, Roots Manuva та Azekel.
26 липня 2016 року гурт презентував три нові треки: «Come Near Me», «The Spoils» і «Dear Friend» через Fantom.
29 липня 2016 року Massive Attack випустили EP The Spoils, до якого увійшли треки «The Spoils» (вокал Гоуп Сандовал) і «Come Near Me» (вокал Ghostpoet). Цей мінальбом був створений Daddy G без участі 3D. Музичні кліпи до треків привернули увагу кінематографічними образами: «Come Near Me» (режисер Ед Морріс, актриса Арта Доброші) та «The Spoils» (режисер Джон Гіллкоут, актриса Кейт Бланшетт).
13 липня 2018 року Massive Attack скасували виступ на фестивалі Mad Cool у Мадриді через заважаючий звук з сусідньої сцени, де грали Franz Ferdinand. Фестиваль запропонував декілька рішень, але гурт відхилив їх.
У 2019 році Massive Attack вирушили в тур на підтримку 20-річного перевидання Mezzanine, названого «Mezzanine XX1». Американські дати туру, спочатку заплановані на квітень, були перенесені на вересень через хворобу одного з учасників.

### EutopiaEP і аудіовізуальні релізи (2020— дотепер)
У липні 2020 року Massive Attack випустили політичний аудіовізуальний мініальбом Eutopia. Реліз з трьох треків був створений у п'яти містах під час глобального локдауну через COVID-19. Він поєднував алгоритмічні візуалізації від піонера AI-арту Маріо Клінгеманна та співпрацю з Algiers, Young Fathers і американським поетом Солом Вільямсом. Концептуальний проєкт, створений 3D і документалістом Марком Донном, включав заклики до глобальних змін системи від таких діячів, як Хрістіана Фіґерес (авторка Паризької кліматичної угоди), професор Ґай Стендінґ (засновник концепції універсального базового доходу) та професор Ґабріель Зукман (розробник податкової політики «Wealth Tax»). У кожному відео проекту наводилися цитати з Утопії Томаса Мора.
Massive Attack планували виступити хедлайнерами Primavera Sound 2022 у Барселоні, однак через серйозну хворобу одного з учасників гурт скасував цей та інші європейські виступи. 23 жовтня 2023 року від раку легенів помер Анджело Брускіні, гітарист гурту, який працював із Massive Attack із 1995 року, зокрема над альбомами Mezzanine та 100th Window.
5 червня 2024 року Massive Attack вперше за п'ять років виступили в Гетеборзі, Швеція. На сцені до гурту приєдналися Елізабет Фрейзер, Горас Енді та Young Fathers, які супроводжували гурт упродовж літнього європейського туру. У серпні цей самий склад виступив у Бристолі на концерті, організованому як «Climate Action Accelerator». Подія мала на меті мінімізувати екологічний вплив завдяки співпраці з місцевими підприємствами.
Того ж року Massive Attack анонсували свій перший американський тур із 2019 року, з участю Фрейзер, Енді та Young Fathers. Проте 11 жовтня 2024 року гурт скасував усі заплановані дати менш ніж за тиждень до початку, пославшись на «непередбачені обставини».
У грудні 2024 року в інтерв'ю NME 3D повідомив, що Massive Attack планують випустити нову музику наступного року. Матеріал був готовий ще з 2020 року, але його реліз затримувався через суперечки з лейблом. Також 3D зазначив, що гурт відмовився від участі у Coachella 2025 через екологічний вплив фестивалю.

## Музичний стиль
Деякі з найвідоміших пісень Massive Attack виділяються відсутністю традиційних приспівів та драматично атмосферною динамікою. Вони використовують крещендо зі спотворених гітар, розкішні оркестрові аранжування та виразні, лупові або змінні басові лінії. Їхня музика відзначається високою якістю продакшену, часто із застосуванням значного цифрового редагування та мікшування. Темп композицій гурту зазвичай повільніший, ніж у популярній британській танцювальній музиці того часу.
Поєднання психоделічних, саундтрекових елементів та технік, характерних для ді-джеїв, сформували унікальний стиль Massive Attack, який згодом став широко наслідуваним. З середини 1990-х журналісти почали називати цей стиль трип-хоп. У 2006 році в інтерв'ю Daddy G висловив своє ставлення до цього терміну: «Ми так ненавиділи цей термін трип-хоп. Як на нас, музика Massive Attack була унікальною, і класти її в якусь категорію означало обмежувати її, ніби сказати: 'Окей, ми розуміємо, звідки ви беретеся'.»

## Гурт і Україна
У липні 2018 року Massive Attack вперше відіграли концерт на київському стадіоні «Динамо» у рамках фестивалю UPark Festival.
Після повномасштабного вторгнення Російської Федерації в Україну гурт підтримав Україну, виклавши у своїх соцмережах карикатуру, на якій зображений Путін, котрий сидить за довгим столом у формі труни.

## Учасники

### Поточні учасники
- Роберт «3D» Дель Наджа — вокал, клавішні, гітари, програмування, аранжування, продюсування, зведення (1988-дотепер)
- Ґрант «Daddy G» Маршалл — вокал, клавішні, гітара, програмування, продюссування (1988—2001, 2005-дотепер)

### Колишні учасники
- Адріан «Tricky» Тауз — вокал, клавішні, бас, продюсування (1988—1995, 2016)
- Ендрю «Mushroom» Воулз — клавішні, барабани, вертушки, аранжування, продюсування, зведення, програмування (1988—1999)

### Часті співавтори
- Горас Енді — вокал (1990-дотепер)
- Шара Нельсон — вокал (1991)
- Трейсі Торн — вокал, гітара (1994)
- Ніл Девідж — бас, гітара, барабани, клавішні, фортепіано, епізодичний бек-вокал (1998—2012)
- Елізабет Фрейзер — вокал
- Деймон Алберн — вокал, бас, клавішні (2003—2010)
- Шинейд О'Коннор — вокал (2003)
- Стефані Досен — вокал, гітара (2008—2010)

## Дискографія
- Blue Lines (1991)
- Protection (1994)
- Mezzanine (1998)
- 100th Window (2003)
- Heligoland (2010)